# القطعاية البحرية
القطعاية البحرية (بحري بالعامية الجربية تعني شمالي) هي جزيرة صغيرة تقع جنوب غربي جزيرة جربة.